# مستقلب

تتحول الأحماض الامينية و الأحماض الدهنية و السكريات في دورة الستريك اسيد الي طاقة داخل الخلية

المستقلَبات أو المئيضة أو الأيضة أو الناتج الأيضي (Metabolite) هي المركبات الوسطية والنواتج النهائية لعملية الاستقلاب بواسطة الإنزيمات، وغالباً ما يتم قصر استخدام كلمة المستقلَب على الجزيئات الصغيرة الناتجة عن العملية. يمكن أن يحدث الاستقلاب داخل الكائنات الحية ويمكن أن يكون على مستوى صناعي.
إن للمستقلبات الناتجة عدة وظائف، فعلى سبيل المثال، في مجال تأمين الطاقة وفي تحديد البنية وإصدار الإشارات وفي التحريض والتثبيط بالنسبة للإنزيمات.

## الأنواع
يوجد هناك مستقلبات أولية: وهي المساهمة بشكل مباشر في عملية النمو والتطور والتكاثر. كما أن هناك المستقلبات الثانوية والتي لا تكون مساهمة بشكل مباشر في تلك العمليات، ولكنها دور بيئي مهم.

## أمثلة
من الأمثلة على المستقلبات الأولية في العمليات الحيوية الميكروئية الصناعية:
| التوع          | مثال                           |
| -------------- | ------------------------------ |
| كحول           | إيثانول                        |
| أحماض أمينية   | حمض الغلوتاميك، حمض الأسبارتيك |
| مضادات أكسدة   | حمض إيزو الأسكوربيك            |
| أحماض عضوية    | حمض الخل، حمض اللبن            |
| عديدات الأغوال | غليسيرين                       |
| فيتامين        | B2                             |

يشكل المجموع الاستقلابي Metabolome شبكة واسعة من التفاعلات الاستقلابية، حيث تكون ناتج حلقة تفاعل كيميائي إنزيمي المواد الداخلة في حلقة تفاعل أخرى.

## التطبيقات
تعد دراسة مستقلبات الأدوية أحد الأمور الأساسية في اكتشاف الدواء في مجال الطب والصيدلة وذلك من أجل دراسة الآثار الجانبية المحتملة لها.